# Grafschaft Barby
Die Grafschaft Barby war eine als Exklave im Herzogtum Magdeburg (später im Königreich Preußen) gelegene territoriale Verwaltungseinheit des 1806 in ein Königreich umgewandelten Kurfürstentums Sachsen. Sie war mit dem Kurkreis verbunden.
Bis zur Abtretung an das Königreich Westphalen 1807 bildete sie als Reichsgrafschaft bzw. nach 1746 als sächsisches Amt den räumlichen Bezugspunkt für die Einforderung landesherrlicher Abgaben und Frondienste, für Polizei, Rechtsprechung und Heeresfolge.

## Geographische Ausdehnung
Die kleine Grafschaft Barby lag südlich von Schönebeck (Elbe) an der Mündung von Saale und Nuthe in die Elbe im Südosten der Magdeburger Börde. Die Exklave Beesedau befand sich weit entfernt südlich des Amts bei Alsleben am Ostufer der Saale zwischen dem Fürstentum Anhalt und dem Saalkreis des Herzogtums Magdeburg unter preußischer Oberhoheit.
Die Grafschaft Barby mit dem Amt Walternienburg bildete mit dem nördlich angrenzenden kursächsischen Amt Gommern eine Exklave des Kurfürstentums Sachsen zwischen dem Fürstentum Anhalt und dem Herzogtum Magdeburg (später: dem Königreich Preußen). Um 1494 umfasste die „Grafschaft Barby“ das „Amt Barby“ im Zentrum, das Amt Mühlingen (Grafschaft Mühlingen) im Westen, das Amt Rosenburg im Süden und das Amt Walternienburg im Osten auf der rechten Elbseite. Dieses Gebiet reichte von Großmühlingen im Westen, Walternienburg im Osten, Rosenburg im Süden und Zackmünde im Norden. Nach der Teilung der Herrschaft im Jahr 1659 verblieb nur das Amt Barby als „Grafschaft Barby“ bestehen. Deren neue Grenze bildete die Saale gen Süden, die Elbe bzw. die Nuthe (Elbe) gen Osten.
Heute liegt das Gebiet der Grafschaft Barby im Salzlandkreis im Zentrum des Landes Sachsen-Anhalt. Das linkselbische Gebiet bildet heute größtenteils die Einheitsgemeinde „Stadt Barby“. Beesedau gehört zur Stadt Könnern.

## Angrenzende Verwaltungseinheiten
Die Angaben beziehen sich auf die Herrschaft nach der Teilung der Grafschaft Barby im Jahr 1659.
| Herzogtum Magdeburg (später: Königreich Preußen)             | Amt Gommern (Kurfürstentum Sachsen, ab 1806 Königreich Sachsen) | Herzogtum Magdeburg (später: Königreich Preußen) Fürstentum Anhalt (Exklave Dornburg (Elbe))   |
| Fürstentum Anhalt (Exklave Grafschaft Mühlingen)             | Kompassrose, die auf Nachbargemeinden zeigt                     | Amt Walternienburg (Fürstentum Anhalt-Zerbst unter kurfürstl.- bzw. königl.-sächs. Oberhoheit) |
| Herzogtum Magdeburg (später: Königreich Preußen) (Holzkreis) |                                                                 | Herzogtum Magdeburg (später: Königreich Preußen) (Amt Rosenburg, Holzkreis)                    |

## Geschichte

### Entstehung der Grafschaft
Der Burgward Barby wurde bereits in Urkunden Kaiser Ludwigs des Frommen des Jahres 814 und später in einer Urkunde von König Otto I. 961  erwähnt. Im Jahre 974 schenkte Kaiser Otto II. unter anderem auch den Hof Barby im Gau Nordthüringen seiner Schwester Mathilde, der Äbtissin von Quedlinburg und Kaiser Otto III. bestätigt diese Schenkung im Jahr 999.

### Verlehnung an die Grafen von Arnstein-Barby
Die Äbtissin des Stifts Quedlinburg belehnte die Grafen von Arnstein mit der Herrschaft Barby. Mit dem Jahre 1064 erscheinen die Edlen von Barby mit Walther, welcher aus dem Hause Arnstein stammend sich zuerst nach der neuen Besitzung Graf von Barby nannte.
Die Edlen von Barby erwarben im Jahr 1282 die westlich angrenzende Grafschaft Mühlingen und nannten sich nun „Grafen von Mühlingen und Edle von Barby“. Um 1300 kam auch die südlich angrenzende Herrschaft Rosenburg (Lehen des Erzstifts Magdeburg) mit sechs Ortschaften hinzu, bald darauf das östlich der Elbe gelegene Amt Walternienburg (Lehen des Stifts Quedlinburg) mit sieben Orten. Auch Schönebeck (bis 1372) und die Ämter Egeln (bis 1430) und Wanzleben, wie die Herrschaft Zerbst (bis 1307) gehörten zeitweise den Edlen von Barby.

### Lehnsherrschaft durch die Kurfürsten von Sachsen
Seit 973 bzw. 974 war die Äbtissin von Quedlinburg Lehnsherrin von Walternienburg und Barby (von Mühlingen bereits seit 936). Ab 1356 waren die askanischen Kurfürsten von Sachsen Lehnsherren, welche 1359 von der Äbtissin förmlich belehnt wurden. Der letzte askanische Kurfürst von Sachsen Albrecht III. hatte zwar die Lehen von Barby und Walternienburg auf seine askanischen Verwandten des Hauses Anhalt übertragen, aber trotzdem gingen sie durch kaiserliche Belehnung auf die Wettiner über, welche 1423 nach Aussterben der askanischen Kurfürsten neue Herrscher des Kurfürstentums Sachsen wurden.
Auch die Anwartschaft auf die Grafschaft nach dem Aussterben der Grafen von Barby im Mannesstamm, welche Kurfürst Friedrich II. 1435 den Fürsten von Anhalt gegeben hatte, wurde 1652 von Kurfürst Johann Georg I. auf das Amt Walternienburg beschränkt.

### Erhebung zur Grafschaft und Einführung der Reformation
Die Herrschaft Barby wurde vom römisch-deutschen König Maximilian im Jahr 1497 zur reichsunmittelbaren Grafschaft erhoben. Nach dem Erhalt dieser Reichsstandschaft nannten sich die Inhaber der Grafschaft „Grafen von Barby und Mühlingen“ und saßen auf den Reichstagen auf der westfälischen Bank.
Unter Graf Wolfgang I. wurde im Jahr 1540 die Reformation in der Grafschaft eingeführt. Wolfgang war selbst mit Luther befreundet, und außerdem war seine Gemahlin Agnes eine Mansfeldische Prinzessin. In der Folgezeit wurde die Grafschaft mehrfach unter den Nachkommen geteilt. Letztlich blieb aber nur ein männlicher Erbe, Graf August Ludwig (geb. 1639) übrig.

### Teilung der Grafschaft
Am 17. Oktober 1659 starb August Ludwig, als letzter der Grafen von Barby, im Alter von 20 Jahren ohne Erben. Auf der Grundlage verwandtschaftlicher Beziehungen leiteten zur damaligen Zeit einige Herrscher ihre (Rechts-)Ansprüche (Anwartschaft) auf die erledigte Grafschaft Barby ab, eine damals durchaus übliche Rechtsauffassung. So sicherte sich August von Sachsen-Weißenfels, gleichzeitig Administrator des Erzstiftes Magdeburg, bereits im Jahr 1652 die Anwartschaft für den sächsischen Teil (Barby und Walternienburg) durch den sächsischen Kurfürsten Johann Georg I. sowie 1653 durch das Domkapitel Magdeburg für den Magdeburger Teil (Rosenburg) der Grafschaft.
Trotz dieser Maßnahmen kam es nach dem Aussterben der Grafen von Barby im Jahr 1659 zur Teilung. Die Ämter Walternienburg im Osten und Mühlingen im Westen gingen zur Befriedigung älterer Anwartschaften an das Fürstentum Anhalt-Zerbst, wobei das Amt Walternienburg kursächsisches Lehen blieb. Die Ämter Barby und Rosenburg fielen als Lehen an das albertinische Sekundogenitur-Fürstentum unter Herzog August von Sachsen-Weißenfels. Über Zwischenwege wurde das Amt Rosenburg im Süden im Jahr 1679 an das brandenburgische Herzogtum Magdeburg abgetreten.

### Die Grafschaft Barby unter dem Haus Sachsen-Weißenfels
Trotz der geringen territorialen Fläche hatte Barby für Herzog August einen enormen Stellenwert – so konnte er sich durch die Rechte eines Grafen von Barby eine Reichsstandschaft erschließen.
Unter Herzog August wurde die durch den Dreißigjährigen Krieg arg verwüstete Stadt Barby wiederhergestellt. Er nahm sich der böhmischen Exulanten sehr an und gab ihnen die Wüstung Wespen zur Ansiedlung.
1680 fiel die nur noch aus dem Amt Barby bestehende Grafschaft Barby an die Seitenlinie Sachsen-Weißenfels-Barby des Hauses Sachsen-Weißenfels unter Augusts Sohn Heinrich. Dieser trat 1688 in Dessau zur reformierten Kirche über und gründete in Barby eine reformierte Gemeinde, welche bis 1833 bestand.
Der am 13. Oktober 1723 zwischen Herzog Heinrich und Kursachsen geschlossenen Vertrag brachte die Anerkennung der kursächsischen Oberhoheit und beendete die formale Selbständigkeit der Grafschaft.
Mit Heinrichs Sohn Georg Albert starb 1739 die Barbysche Linie aus und die Grafschaft fiel an die Hauptlinie von Sachsen-Weißenfels zurück. Nachdem auch diese Linie mit Johann Adolf II. 1746 ausgestorben war, kam Barby an das Kurfürstentum Sachsen, bei welchem es bis 1807 blieb. Die Verwaltung führte ein Justizamtmann, welcher in Barby seinen Sitz hatte. Das sächsische Amt Barby war dem Kurkreis angegliedert.

### Das Domänenamt der Herrnhuter Brüdergemeine in Barby
Im Jahre 1748 wurde das Schloss Barby nebst den Amtsvorwerken an die Herrnhuter Exulanten verpachtet, welche auf dem Schloss ein theologisches Seminar einrichteten. Dieses wurde später zu einer akademischen Lehranstalt umgewandelt und hieß seit 1789 Pädagogium. Das Domänen-Amt, welches die Herrnhuter wieder abgegeben hatten, wurde mit den dazugehörigen Gütern und Vorwerken Augustusgabe, Marstall, Kolphus, Monplaisir und Zeitz, 1802 an den Kammer-Commissionsrat Dietze verpachtet. Wegen der Kriegsunruhen verlegten die Herrnhuter das Pädagogium 1808 nach Niesky bei Görlitz und zogen sich mehr und mehr nach dem neugegründeten Ort Gnadau.

### Auflösung der Grafschaft Barby
Nach dem Sieg Napoléons über Preußen wurden die westelbischen Gebiete Preußens in das Königreich Westphalen unter Napoléons Bruder Jérôme integriert. Das mit Napoléon verbündete Königreich Sachsen überließ nach dem Tilsiter Frieden im Jahr 1807 die Ämter der Burggrafschaft Magdeburg (d. h. das Amt Gommern) und die benachbarte Grafschaft Barby Napoléons Bruder Jérôme. Dieser gliederte die Gebiete in das Departement der Elbe seines Königreichs Westphalen ein. Die Exklave Beesedau der Grafschaft Barby kam hingegen an das Departement der Saale und wurde dem Kanton Cönnern angegliedert.
Im Jahr 1813 erfolgte die preußische Eroberung des Amts Gommern und der Grafschaft Barby. Nach dem Wiener Kongress 1815 wurden sie in die preußische Provinz Sachsen integriert und dem Landkreis Jerichow I (Amt Gommern) bzw. dem Landkreis Calbe a./S. (Grafschaft Barby) angegliedert. Beesedau wurde in den preußischen Saalkreis integriert. Das bis dahin an das Fürstentum Anhalt verlehnte Amt Walternienburg fiel 1815 ebenfalls an den Landkreis Jerichow I der Provinz Sachsen. Die neue preußische Regierung errichtete in der Stadt Barby 1820 ein Hauptzollamt, welches aber schon 1829 wieder einging. Im Schloss wurden 1853 ein Schullehrer-Seminar und wenige Jahre später die Provinzial-Blinden-Anstalt errichtet.

## Bestandteile
Folgende Bestandteile gehörten bis zur Teilung 1659 zur Grafschaft Barby:
- als Reichslehen: die Herrschaft Mühlingen
- als Lehen des Erzstifts Magdeburg: Herrschaft Rosenburg
- als kursächsisches Lehen: Herrschaften Barby und Walternienburg

## Zugehörige Orte
Die folgenden Orte gehörten zur Grafschaft Barby nach der Teilung von 1659 (Amt Barby):
Städte
- Barby

Dörfer
- Beesedau (Exklave an der Saale nördlich von Alsleben)
- Felgeleben
- Gnadau (1767 durch die Herrnhuter Brüdergemeine angelegt[3])
- Pömmelte
- Tornitz
- Werkleitz
- Wespen
- Zackmünde

Vorwerke
- Augustusgabe
- Döben, 1767 von der Herrnhuter Brüdergemeine erworben
- Kolphus
- Marstall
- Monplaisir
- Zeitz

## Amtleute
- Christian Gottlob Krebs († 1792), Justizamtmann und Steuereinnehmer